# 刺脛弄蝶屬
刺脛弄蝶屬（學名：Baoris，英文俗名：Swift）是弄蝶亞科刺脛弄蝶族裡的一個屬。共有7個物種，分佈於東亞。中國分佈4種。幼蟲的寄主為禾本科簕竹屬植物。

## 型態
翅膀黑褐色，前翅有透明的白色斑，後翅正面無斑。前翅頂角尖出，Cu2脈先於R1脈分出。後翅臀角突出。雄蝶後翅正面中室內有斜立的性標，為黑色毛刷，前翅後緣反面對應有卵形烙印疤。觸角端突彎成直角。下唇須粗壯，第2節方形，第3節短，粗而錐狀。中足有強距。
雄外生殖器背兜小，鉤形突基部有1對生有剛毛的耳狀突。抱器瓣中間背腹凹入，抱器端二瓣型，端瓣後下角有刺突。陽莖長，略彎曲。

## 物種
- B. chapmani
- 刺脛弄蝶 B. farri
- 黎氏刺脛弄蝶 B. leechii
- 指名刺脛弄蝶 B. oceia
- 帕刺脛弄蝶 B. pagana
- 刷翅刺脛弄蝶 B. penicillata
- B. unicolor

## 腳註
1. ↑  Brower, Andrew V. Z. 2007. Baoris Moore 1881. Version 04 March 2007 (under construction). http://tolweb.org/Baoris/94962/2007.03.04 （页面存档备份，存于） in The Tree of Life Web Project, http://tolweb.org/ （页面存档备份，存于）
2. 1 2  袁鋒、袁向群、薛國喜. . 中國 北京: 科學出版社. 2015: 487. ISBN 9787030439147 （中文（简体））.

## 外部連結
- 维基共享资源上的相關多媒體資源：刺脛弄蝶屬
- Baoris （页面存档备份，存于） - funet.fi